# Državna cesta D45
Die Državna cesta D45 (kroatisch ‚Nationalstraße D45‘) ist eine Nationalstraße in Kroatien, deren Länge 43,6 km beträgt. Sie verbindet die slawonische Industriestadt Kutina mit dem Dorf Veliki Zdenci in der Gespanschaft Bjelovar-Bilogora.

## Streckenverlauf
Die D45 verläuft von der Industriestadt Kutina über Stupovača, Garešnica, Hercegovac bis zum Dorf Veliki Zdenci.

## Weitere Verkehrsanbindung
Der größte Knotenpunkt der Nationalstraße D45 ist die Stadt Kutina, wo ein Anschluss an die A3 existiert, die von der slowenischen Grenze über Zagreb und Slavonski Brod bis zur serbischen Grenze und weiter nach Belgrad führt. Einen weiteren kleinen Knotenpunkt gibt es in Garešnica, wo es eine Kreuzung zur Državna cesta D26 gibt, die von dem Ort Vrbovec bis nach Badljevina führt. Am Schlussort Veliki Zdenci gibt es einen Anschluss zur Europastraße E661, die von der ungarischen Grenze bei Barcs über Virovitica, Daruvar und Pakrac bis zur bosnisch-herzegowinischen Grenze bei Bosanska Gradiška führt, und zur Državna cesta D28, die über Bjelovar in Vrbovec in die Državna cesta D10 mündet.